# Старая Козулька
Старая Козулька — деревня в Козульском районе Красноярского края России. Входит в состав Лазурненского сельсовета. Находится на берегах реки Прудовая, примерно в 4 км к северо-западу от районного центра, посёлка Козулька, на высоте 329 метров над уровнем моря.

## Население
| 2010 |
| ---- |
| 125  |

По данным Всероссийской переписи, в 2010 году численность населения деревни составляла 125 человек (54 мужчины и 71 женщина).

## Улицы
Уличная сеть деревни состоит из одной улицы (ул. Трактовая).